# Johann Christian Hauff
Johann Christian Hauff   (Frankfurt del Main, 8 de setembre de 1811 - Frankfurt del Main, 30 d'abril de 1891) fou un compositor i professor de música alemany.
És autor de simfonies, concerts, sonates, obres corals i vocals. El 1849, juntament amb Heinrich Henkel, va fundar una escola de música a Frankfurt, on entre els seus alumnes hi havia Friedrich Gernsheim, Adolf Rosenbecker, Reginald De Koven, Wilhelm Hill, Adrienne Pescheli altres.
L'obra pedagògica més important de Hauff és la "La teoria de l'art de la composició" en cinc volums (alemany: Die Theorie der Tonsetzkunst; 1863-1883).